# Pyrgí (Eubée)
Pyrgí, en grec moderne : Πυργί, est un village du dème de Kými-Alivéri, sur l'île d'Eubée, en Grèce.
Selon le recensement de 2011, la population de Pyrgí compte 224 habitants.